# 艺术及娱乐区
艺术及娱乐区（英語：Arts & Entertainment District），又称奥姆尼，位于美国佛罗里达州迈阿密-戴德县迈阿密市中心的核心地带，北接温伍德艺术区，南邻公园西区，东靠埃奇沃特。其具体范围大致北起北第19街，南至北10街，西抵西北第2大道，东达比斯坎大道。都会旅客捷运系统奥姆尼循环线贯穿全区，乘客可在政府中心站转乘迈阿密地铁。
1920年代至1950年代，该区域曾是迈阿密首屈一指的高端购物区。比斯坎大道沿线云集了西尔斯、伯丁斯等知名百货公司，繁华的商业街景构成了当时城市生活的中心。直到1977年，奥姆尼国际购物中心（Omni International Mall）的建成标志着郊区化商场购物模式的兴起，部分原有临街商铺被现代化购物中心所取代，取代了以往以地面商铺为主的传统商业格局。1990年代，新一代的购物中心在迈阿密各地纷纷开业，奥姆尼国际购物中心逐渐衰落，并于2000年关闭。
进入21世纪后，密集的高层住宅开发为区域注入了新的活力。随着数十栋摩天公寓大楼的拔地而起，这片曾经面临城市衰败的地区逐渐转型为融合艺术文化的综合功能社区。区域内的建筑形态呈现出新旧交融的特质，既有高耸入云的现代公寓，也保留着规模较小的历史建筑。2006年，阿德里安·阿什特表演艺术中心落成，这座迈阿密最大的表演艺术综合体内设有一个2200座位的歌剧院和一个2400座位的音乐厅，使其迅速成为区域文化地标。
作为迈阿密历史最悠久的社区之一，艺术及娱乐区内仍保存着若干见证城市发展的历史建筑。始建于1925年的迈阿密妇女俱乐部（Miami Women's Club）采用地中海复兴风格，现被列入国家史迹名录。同样具有历史价值的还有基督教科学第一教堂（First Church of Christ Scientist）和圣公会三一座堂（Trinity Episcopal Cathedral）等宗教建筑。创建于1897年的迈阿密市立公墓作为城市最早的公墓之一，安葬着包括城市奠基人在内的多位历史人物。